# Muammar al-Gaddafi

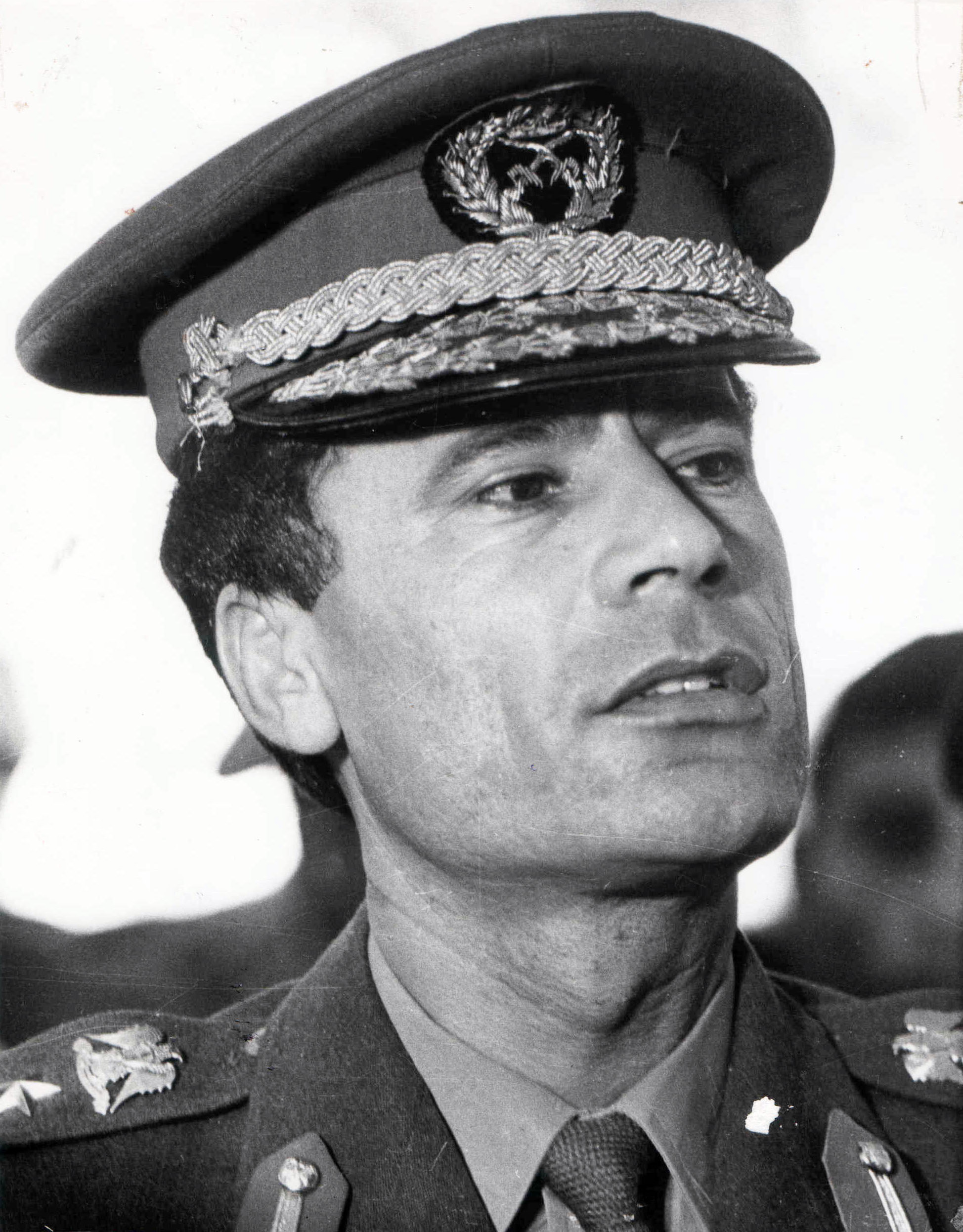
Muammar al-Gaddafi, um 1970

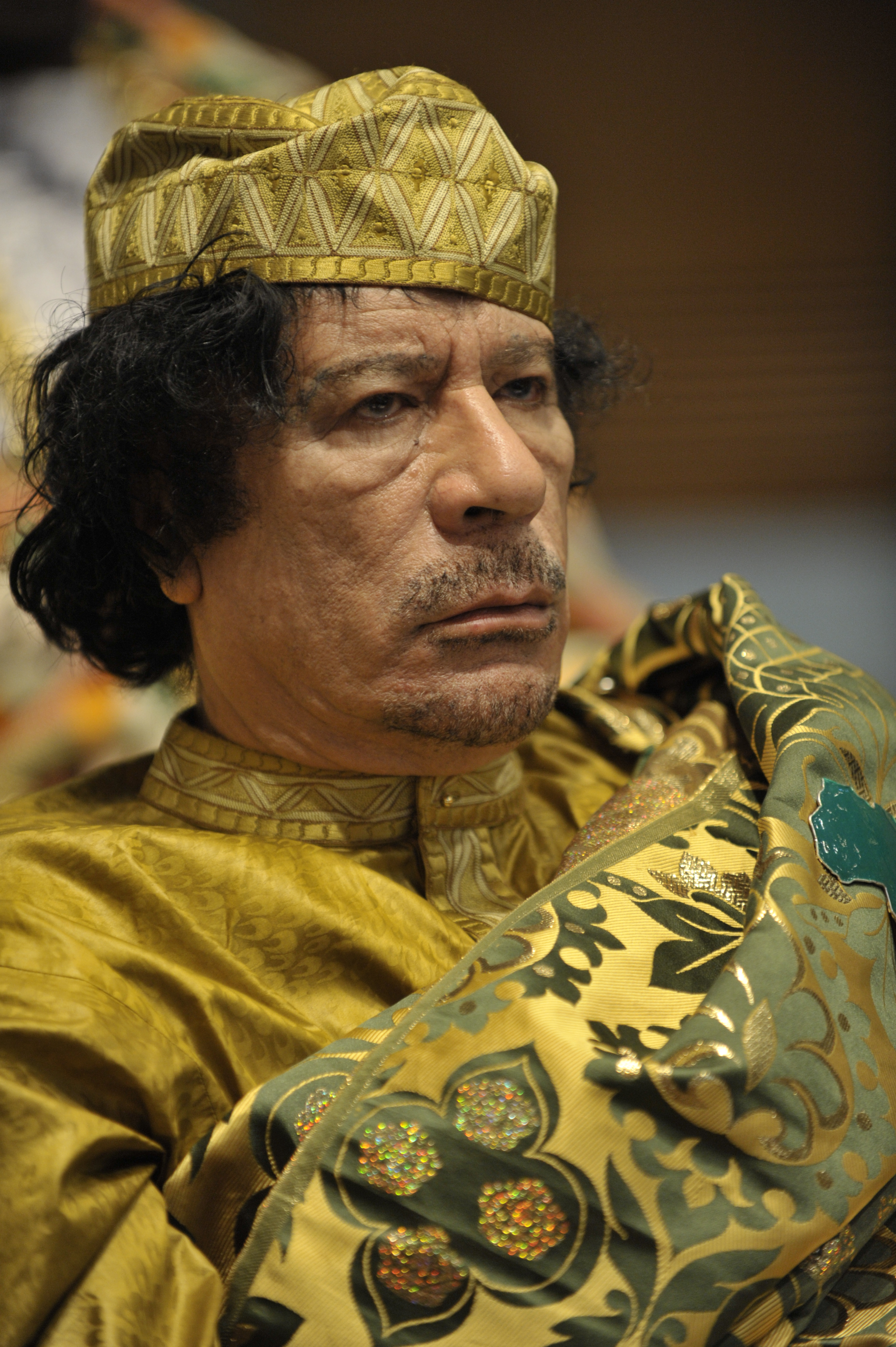
Muammar al-Gaddafi beim Gipfeltreffen der Afrikanischen Union als deren Präsident, 2009

Unterschrift Muammar al-Gaddafis

Muammar Muhammad Abdassalam Abu Minyar al-Gaddafi oder Muʿammar Muhammad Abdassalam Abu Minyar al-Qaddhafi (arabisch معمر القذافي Muʿammar al-Qaddhāfī, DMG Muʿammar al-Qaḏḏāfī audioⓘ; * offiziell 19. Juni 1942 in Sirte, Italienisch-Libyen; † 20. Oktober 2011 in oder bei Sirte, Libyen) war seit einem Militärputsch vom 1. September 1969 bis 1979 das offizielle Staatsoberhaupt und bis zu seinem Sturz 2011 als sogenannter Revolutionsführer der Regierungschef von Libyen mit diktatorischen Machtbefugnissen. 1975 veröffentlichte Gaddafi Das Grüne Buch, in dem er seine politischen Ziele darstellte, ein Eklektizismus aus Sozialismus, Anarchismus, Naturrecht und Nationalismus. Gaddafi war von Februar 2009 bis Januar 2010 Präsident der Afrikanischen Union.
Gaddafi war der am längsten regierende Herrscher Libyens und einer der am längsten herrschenden Machthaber außerhalb von Monarchien überhaupt; etwa 80 Prozent der zum Zeitpunkt seines Todes lebenden Libyer waren unter seiner Herrschaft geboren worden. Gaddafi sicherte seine Macht auch durch ein rentenökonomisches, auf den Exporterlösen von Erdöl und -gas beruhendes Verteilungssystem nach innen ab.
Im Februar 2011 kam es in Libyen zu landesweiten Aufständen, gegen Ende des Monats verlor Gaddafi die Kontrolle über weite Teile des libyschen Ostens an Rebellen. Im März begannen auf der Basis einer UN-Resolution die Vereinigten Staaten, Kanada und mehrere westeuropäische Staaten mit Luftangriffen auf Libyen mit dem Ziel, eine Flugverbotszone durchzusetzen (Internationaler Militäreinsatz in Libyen 2011). Ab dem 27. Juni 2011 wurde Gaddafi als mutmaßlicher Kriegsverbrecher und wegen Verbrechen gegen die Menschlichkeit per Haftbefehl weltweit gesucht. Er galt ab dem 22. August 2011 als abgesetzt und wurde von der neuen Regierung polizeilich gesucht. Am 20. Oktober 2011 wurde er getötet. Nach einer Darstellung der Menschenrechtsorganisation HRW starb er nicht bei einem Schusswechsel, sondern wurde nach seiner Gefangennahme zusammen mit Personen in seiner Begleitung getötet.

## Leben

### Herkunft und Jugend
Muammar al-Gaddafi wurde nach späteren Angaben am 19. Juni 1942 in Sirte geboren. Andere Quellen geben als Geburtsort Qasr Abu Hadi bei Sirte an. Er entstammte einer Familie von Beduinen aus dem wenig einflussreichen Stamm der Guededfa. Sein Vater, Mohammed Abdul Salam bin Hamed bin Mohammed Al-Gaddafi, genannt Abu Meniar, verdiente ein kärgliches Auskommen als Ziegen- und Kamelhirte, seine Mutter hieß Aisha Gaddafi. Halbnomadische Beduinen waren zu jener Zeit Analphabeten und erhielten keine Geburtsurkunden, so dass Geburtsort und -datum nicht mit Sicherheit angegeben werden können. Muammar al-Gaddafi war der einzige überlebende Sohn seiner Eltern und hatte drei ältere Schwestern. Sein Vater beschrieb den Charakter des heranwachsenden Muammar als ernst, schweigsam, verschlossen, reserviert und tief religiös.
Schon als Kleinkind erfuhr al-Gaddafi in familiären Gesprächen von der kolonialistischen Besetzung seines Landes durch Italien und dem Afrikafeldzug der Großmächte im Zweiten Weltkrieg. Sein Großvater fiel im Kampf gegen die Italiener 1911, sein Vater kämpfte 1915 in Gardabia gegen die Italiener und einer seiner Onkel verlor dabei sein Leben. Später wurden sein Vater und ein anderer Onkel längere Zeit in faschistischen Internierungslagern gefangengehalten. Die arabisch-sozialistischen und nationalistischen Ideologien des ägyptischen Präsidenten Gamal Abdel Nasser begeisterten ihn bereits als Jugendlicher. Zunächst besuchte er eine Grundschule in Sirte und wechselte dann auf eine höhere Schule in Sabha, von der er wegen politischer Aktivitäten verwiesen wurde. Er konnte seine Schulausbildung aber in Misrata beenden und studierte anschließend ab 1962 Geschichte und Rechtswissenschaften an der Universität Bengasi. 1963 gab er sein Studium zugunsten einer Offiziersausbildung an der Militärakademie in derselben Stadt auf, die er 1965 nach eigenen Angaben mit Auszeichnung als Leutnant abschloss. Nach Auskunft des britischen Chefs der Akademie, Oberst Ted Lough, war er jedoch der schlechteste von allen Kadetten und gehörte zu den zwei Prozent der Schüler, die durch die Prüfung fielen. Er versuchte danach, sich bei der US-Botschaft in Tripolis um einen militärischen Ausbildungsgang in den USA zu bewerben. Der zuständige Diplomat war von Gaddafis Führungseigenschaften beeindruckt, trotzdem erhielt er kein Visum für die USA. Er bekam aber die Gelegenheit, einen vierwöchigen Kurs in militärischer Telekommunikation in Großbritannien zu besuchen.
Den ersten Schritt zum Aufbau seiner revolutionären Organisation machten Gaddafi und seine Mitschüler 1956 mit der Gründung einer politischen Studienzelle in Sabha. Jedes Mitglied dieser ersten Studienzelle gründete dann seinerseits eine eigene Zelle, die sogenannte „zweite Zelle“. In ihr wiederholte der Gründer die Diskussionen der ersten Zelle. Die Mitglieder der „zweiten Zellen“ wussten jedoch nichts über die Zusammensetzung der ersten oder anderer zweiter Zellen. Mitglied werden konnte man aber nur mit Zustimmung Gaddafis. Diese Vorgehensweise wiederholte Gaddafi nach 1961 in Misrata und verbreiterte damit die Basis seiner Verschwörung. 1966, nach anderen Angaben bereits 1964, machte er – auch durch Nasser beeinflusst – aus den Zellen einen militärischen Geheimbund, den Bund freier Offiziere. Die Verschwörer traten auf Wunsch Gaddafis der Militärakademie von Bengasi bei und verzichteten auf zivile berufliche Laufbahnen. Gaddafi selbst war als Student der Geschichte bei der Hochschule eingeschrieben. Geführt wurden die Offiziere durch ein Zentralkomitee mit zwölf Mitgliedern. Nach der Machtübernahme 1969 konstituierte sich dieses Komitee als „Revolutionärer Kommandorat“ (RCC) mit Gaddafi an der Spitze.

### Machtergreifung und Herrschaft

#### 1970er Jahre

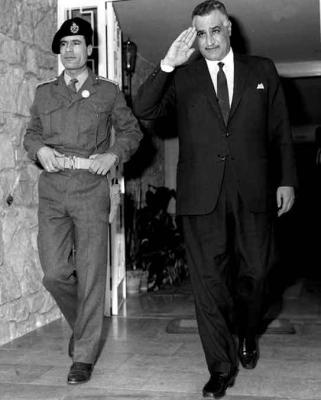
Muammar al-Gaddafi mit seinem Idol Gamal Abdel Nasser (1969)

Mit seinem „Bund freier Offiziere“ stürzte er am 1. September 1969 König Idris, als sich dieser gerade in der Türkei aufhielt, durch einen unblutigen Putsch und übernahm als Führer einer Militärjunta, die sich im RCC organisierte, die Macht. König Idris, der die Revolution erst als unwichtig bezeichnete, und Königin Fatima gingen später über Griechenland ins Exil nach Kairo. Der RCC rief die libysch-arabische Republik aus und erklärte Einheit, Freiheit und Sozialismus zu den Staatszielen. Das neue Kabinett wurde am 8. September ernannt. Zum Zeitpunkt des Staatsstreichs bekleidete Gaddafi den Rang eines Hauptmanns. Danach ließ er sich zum Oberst befördern.
Gaddafi formte das Königreich in eine Republik um, die ab 1977 offiziell Sozialistische Libysch-Arabische Dschamahirija genannt wurde. Er orientierte sich am arabischen Nationalismus Nassers, der ihn beim Umbau des Bildungssektors und der Verwaltung mit ägyptischen Beratern unterstützte. Gleichzeitig machte dieser aber aus seiner Geringschätzung für Gaddafi keinen Hehl und ging nach dem ersten Treffen der beiden deutlich auf Distanz. Im Dezember 1969 warnte der ägyptische Geheimdienst Gaddafi vor einem geplanten Umsturzversuch durch zwei Minister. In den Wochen danach riss der RCC die totale Kontrolle über das Land an sich. Von 1970 an, nachdem Anwar as-Sadat, der Gaddafi misstraute, Staatspräsident Ägyptens geworden war, waren die Beziehungen weniger eng, und das panarabische Vorhaben, eine ägyptisch-libysche Union zu gründen, scheiterte 1976.
Bald nach seiner Machtergreifung gründete Gaddafi die World Islamic Call Society. Er setzte eine Arabisierungs- und an salafistischer Rhetorik orientierte Islamisierungskampagne in Gang, um westliche Einflüsse zurückzudrängen. Alkohol wurde verboten, militärische Stützpunkte der USA und des Vereinigten Königreichs geschlossen und Ausländer sowie ein großer Teil der jüdischen Gemeinde des Landes verwiesen. Die katholische Kathedrale von Tripolis wurde in die Gamal-Abdel-Nasser-Moschee umgewandelt und die in Libyen lebenden Italiener dazu gezwungen, ihre Toten zu exhumieren und nach Italien zu überführen. Der bis dahin vor allem in der Kyrenaika vorherrschende und auf Muhammad as-Sanussi zurückgehende Sufismus wurde gleichfalls bekämpft und dessen Moschee und Universität abgerissen.
Gaddafi propagierte innenpolitisch das System der Volkskongresse als direkte Demokratie ohne Parlamentarismus. Dieses Modell beruhte von 1971 bis 1977 auf einer in Anlehnung an die nasseristischen Bewegungen benannten Einheitspartei, der Arabischen Sozialistischen Union (ASU), die aus der Bewegung der Volkskomitees hervorgegangen war. Die Gründung von Parteien wurde 1972 verboten.
Für seine Ölpolitik ließ sich Gaddafi vom saudischen Ölexperten Abdullah Al-Tariki beraten. Im Jahr 1970 verlangte er von den im Lande tätigen Ölgesellschaften eine erhebliche Erhöhung der Förderpreise sowie des staatlichen Anteils an den Gewinnen, der bis dahin bei 50 % gelegen hatte. Schon unter König Idris hatte Libyen die Strategie verfolgt, kleinere Unternehmen bei der Ölkonzessionierung zu bevorzugen, weil diese weniger Alternativen zu dem in Libyen geförderten Erdöl hatten. Diese mussten jetzt nach und nach auf die Forderungen eingehen. So konnte Libyen als erstes arabisches Land eine Erhöhung seines Anteils an den Ölprofiten auf 55 % durchsetzen. Iran, Irak und Saudi-Arabien folgten seinem Beispiel.
Im Jahr 1973 provozierte Libyen einen Konflikt mit dem Tschad, als es Korrekturen der Grenzen zu Lasten des Tschads forderte und den Aouzou-Streifen besetzte. Im Libysch-Tschadischen Grenzkrieg von 1978 bis 1987 intervenierte man viermal im Tschad zugunsten dortiger Fraktionen gegen den Präsidenten. 1978, 1983 und 1986 griff Frankreich militärisch ein, um den Umsturz des Regimes in N’Djamena zu verhindern. Trotz eines Waffenstillstandes 1987 zogen sich die libyschen Truppen erst 1994 aus dem nördlichen Tschad zurück, nachdem der Internationale Gerichtshof den Aouzou-Streifen dem Tschad zugesprochen hatte.
Im Jahr 1975 veröffentlichte Gaddafi den ersten Teil seines Grünen Buchs, ein Eklektizismus aus Marxismus, Anarchismus, Naturrecht und Nationalismus, 1976 erschienen die anderen beiden Teile. Gleichzeitig mit der Arbeit am „Grünen Buch“ plante er den Umbau der Institutionen des libyschen Staats. Hierfür zog er sich vom Frühjahr 1974 bis Anfang 1975 von den Regierungsgeschäften zurück, die in dieser Zeit sein Vertreter Abd as-Salam Dschallud übernahm. Gleichzeitig forcierte Gaddafi mit der Verabschiedung eines Dreijahresplans die Beschneidung des kapitalistischen Wirtschaftsbereiches und die Einrichtung staatlicher Monopole. Dies führte zu Spannungen im RCC, die im August 1975 in einem Versuch gipfelten, Gaddafi zu entmachten. Mehrere Mitglieder des Kommandorats und der Vorsitzende der ASU beteiligten sich daran. Nach dem Scheitern dieses Umsturzversuchs schrumpfte der Kommandorat auf fünf Mitglieder, Gaddafi eingeschlossen, der sich in der Folgezeit uneingeschränkt durchsetzen konnte. 1977 löste er den Kommandorat auf, der seit 1969 die kollektive Führung wahrgenommen hatte, und rief auf einem Kongress, bei dem Fidel Castro Ehrengast war, die Herrschaft der Massen (Dschamahirija) in Form der Basisvolkskongresse aus. Es gelang ihm durch diese Organisation und die im gleichen Jahr gegründeten Revolutionskomitees, seine autoritäre Macht über die Gesellschaft zu festigen. Zwei Jahre später trat Gaddafi offiziell von der Staatsführung zurück und ordnete sich den Titel Revolutionsführer zu. Seinen beherrschenden Einfluss auf die Staatsgeschäfte, vor allem die totale Kontrolle über die Finanzpolitik und das Militär, behielt er bei; er blieb auch Oberbefehlshaber der Streitkräfte. Den Beschluss zum Libysch-Tschadischen Grenzkrieg, bei dem das ursprüngliche Motiv die Annexion des Aouzou-Streifens war, fasste Gaddafi ohne den Allgemeinen Volkskongress im Alleingang.
Zugleich vertrat er am Anfang seiner politischen Laufbahn panarabische Ansätze. Verschiedene Vereinigungsprojekte mit arabischen und afrikanischen Staaten, unter anderem mit den Maghrebstaaten oder mit Ägypten, konnten jedoch nicht verwirklicht werden – beispielsweise eine gescheiterte Union mit Tunesien 1974. Die Anziehungskraft dieser Versuche, die Rolle Nassers als panarabischer Führer zu übernehmen, beruhte ausschließlich auf Geld, über das Libyen aufgrund seiner Rohstoffvorkommen verfügte.
Auf das Scheitern seiner panarabischen Projekte reagierte er mit der Hinwendung zum Panafrikanismus, die 2008 in der PR-Inszenierung einer Krönung zum „König der Könige Afrikas“ gipfelte. Palästinensische Gastarbeiter warf er im Zuge dieses politischen Kurswechsels aus dem Land. Ein Versuch, seinen politischen Aktionsradius noch weiter zu ziehen, war eine Konferenz zum Thema „Antikolonialismus im Südpazifik“ im Jahr 1987. Es wird vermutet, dass Gaddafis Libyen in der Folge radikale Gruppen in der französischen Kolonie Neukaledonien und auf Sumatra unterstützte. Auch zur Gruppe Abu Sajaf auf den Philippinen bestanden Kontakte, die später die Befreiung entführter Urlauber mit libyscher Hilfe ermöglichten.
Seit Ergreifung der Macht baute Gaddafi einen ausschweifenden Kult um seine Person auf, zu dem auch im gesamten öffentlichen Raum präsente überlebensgroße Bilder von ihm mit dunkler Sonnenbrille oder im bunten Gewand gehörten. 1992 wurde in Libyen eine Briefmarke zum Jahrestag der Revolution herausgebracht, auf der Gaddafi auf einem weißen Pferd abgebildet ist, auf dem er in den Himmel zu steigen scheint. Dies ist als Anspielung auf Buraq und die Himmelfahrt Mohammeds zu verstehen.

#### 1980er Jahre
1980 geschah an der Colorado State University das erste Attentat im Ausland auf einen libyschen Dissidenten, das Gaddafi angeordnet haben soll. Im Anschluss daran wiesen die USA mehrere libysche Diplomaten aus. Nachdem die amerikanische Botschaft in Tripolis im Februar 1980 von Studenten in Brand gesetzt worden war, zogen die USA ihr Botschaftspersonal aus Libyen ab. Im Mai 1981 wurden die diplomatischen Beziehungen endgültig abgebrochen. In diesem Jahr wurden auch in London, Mailand, Rom, Athen und Malta libysche Gaddafi-Gegner ermordet. Insbesondere in diesem Jahrzehnt verbreiteten die Revolutionskomitees, deren Aufgabe unter anderem die Überwachung der Basisvolkskongresse war, ein Klima des Staatsterrors.
Ein 1982 erfolgter Besuch einer Delegation der Partei der deutschen Grünen, darunter die damaligen Parteimitglieder Otto Schily und Alfred Mechtersheimer und das Vorstandsmitglied Roland Vogt, bei Gaddafi führte zu erheblichen Irritationen in der Bundesrepublik, auch weil Gaddafi zeitweise als Unterstützer der RAF galt. Im März 1982 absolvierte Gaddafi auf Einladung des österreichischen Bundeskanzlers Bruno Kreisky (SPÖ) einen Staatsbesuch in Wien – was international mit großem Unverständnis zur Kenntnis genommen wurde. Hinzu kam, dass Hinweise auf eine Verwicklung Gaddafis in die OPEC-Geiselnahme vom Dezember 1975 in Wien existierten. In den folgenden Jahren jedoch war Gaddafi bei vielen europäischen Politikern ein gern gesehener Gast.
Nach dem Bombenanschlag auf die Diskothek La Belle in Berlin in der Nacht vom 4. auf den 5. April 1986 beschuldigte US-Präsident Ronald Reagan Gaddafi, das Attentat angeordnet zu haben, um damit die Versenkung zweier libyscher Kriegsschiffe durch US-amerikanische Streitkräfte zu rächen. Daraufhin gab Reagan den Befehl, Tripolis und Bengasi zu bombardieren: Bei der Operation El Dorado Canyon beschossen US-Kampfflugzeuge am 15. April 1986 die libysche Hauptstadt Tripolis, wobei 36 Zivilisten getötet wurden. Es wurde auch von einer getöteten Adoptivtochter Gaddafis berichtet, die in Libyen bis dahin unbekannt war und deren Alter zwischen einem und fünf Jahren gelegen haben soll. Die Geschichte wurde weltweit verbreitet.
1988 begann Gaddafi die Politik der Öffnung (Infitah), mit der die sozialistische Staats- und Planwirtschaft nach und nach beendet wurde. Als Beginn des marktwirtschaftlichen Zeitalters gilt die Ernennung des Ökonomen und Reformers Schukri Ghanim, der in den USA studiert hatte, am 14. Juni 2003 zum Premierminister.

#### 1990er Jahre
Im Verlauf dieses Jahrzehnts wurde die Stimmung der Bevölkerung zusehends gereizt, da aufgrund der bis zum November 1993 vom UN-Sicherheitsrat verhängten Sanktionen, die das Auslandsvermögen Libyens einfroren und ein Handelsembargo verhängten, und staatlicher Fehlplanungen die Ölförderung im Vergleich zu den 1970er Jahren um ein Drittel gesunken war, während gleichzeitig die Population auf über 5,5 Millionen Menschen angestiegen war, was sich negativ auf die staatliche Ölrente auswirkte. Es kam zu einem Anstieg der Arbeitslosigkeit und einem Erstarken der Islamisten. Zu dieser Zeit gründeten unter anderem Rückkehrer vom Krieg in Afghanistan die Libysche Islamische Kampfgruppe (LIFG), die vor allem in der Kyrenaika ihre Basis hatte und 1996 einen Attentatsversuch auf Gaddafi unternahm. Während dieser Dekade gab es mehrere Umsturzversuche. Spätestens dann wurden im Sicherheitsapparat Schlüsselposten nur noch innerhalb der Gaddafi-Familie oder ihres Stammes vergeben.
1993 wurden von Gaddafi die Volksführerschaftskomitees gegründet, in denen die Stammesführer und traditionelle Eliten vertreten waren und über die die Verteilung eines Teils der Erdölrenten abgewickelt wurde. Über dieses Instrument konnte er die einflussreichsten Stämme in sein System einbinden.
Als einziger arabischer Führer stand Gaddafi dem kurdischen Unabhängigkeitskampf positiv gegenüber. Bei einem Staatsbesuch forderte er 1996 den türkischen Premierminister Erbakan auf, den Kurden des Landes Unabhängigkeit zu gewähren, was in der Türkei auf heftige Ablehnung stieß. Er verglich die Gefangennahme Öcalans mit dem Vorgehen des Osmanischen Reiches gegen arabische Nationalisten und forderte die Kurden auf, ihren Kampf um nationale Unabhängigkeit fortzuführen.
Im Februar 1996 misslang ein Bombenanschlag auf Gaddafis Eskorte. Laut einem Zeitungsbericht der New York Times vom 5. August 1998 wurde der Anschlag mit 160.000 US-Dollar vom MI6 unterstützt. Gaddafi, der bei dem Anschlag getötet werden sollte, blieb unverletzt; stattdessen wurden mehrere Gefolgsleute getötet. 1997 wurde das Gesetz zur Kollektivbestrafung eingeführt, durch das der Staat für die Vergehen einzelner deren Familien und Heimatstädte in Haftung nehmen konnte.
Gaddafi ließ am 5. April 1999 die beiden libyschen Geheimdienstmitarbeiter, die für den Anschlag auf den Pan-American-Flug 103 von 1988 über der schottischen Stadt Lockerbie angeklagt worden waren, nach Den Haag ausliefern, wo der Prozess vor einem schottischen Gericht auf neutralem Boden stattfand. Noch am selben Tag hob die UNO ihre Sanktionen gegen Libyen auf. Ursächlich hierfür war die Einbeziehung Nelson Mandelas sowie von Ägypten und Saudi-Arabien in die Verhandlungen mit Großbritannien und den USA. Nach der Verurteilung Abdel Basset Ali al-Megrahis im Januar 2001 bot Libyen am 29. Mai 2002 eine Summe von 2,7 Milliarden US-Dollar als Entschädigung für die Hinterbliebenen der 270 Todesopfer an.
Im Juli 1999 verwies Gaddafi die palästinensische Abu-Nidal-Organisation des Landes, die für mehrere Anschläge, unter anderem auf Flughäfen und Synagogen, verantwortlich gemacht wurde. Am 2. Dezember 1999 besuchte der italienische Ministerpräsident Massimo D’Alema als erster westlicher Regierungschef seit 15 Jahren Libyen.
Die Menschenrechtslage im Innern blieb während Gaddafis gesamter Herrschaft trotz zeitweiser Liberalisierungen schlecht. Presse- und Meinungsfreiheit existierten nicht, sämtliche Medien wurden von Gaddafis Personenkult dominiert. Besonders in den 1970er bis 1990er Jahren kam es zu zahlreichen willkürlichen Festnahmen, Fällen von Verschwindenlassen, Folter und willkürlichen Hinrichtungen. Die Opfer kamen aus allen politischen und sozialen Gruppen. Der Inlandsgeheimdienst ISA, der für die Verfolgung politischer Gegner zuständig war, unterhielt zwei eigene Gefängnisse in Abu Salim und Ain Zara. Im Gefängnis von Abu Salim wurden 1996, vermutlich nach einer Revolte der Gefangenen gegen die Haftbedingungen, bis zu 1200 Gefangene ohne Verfahren hingerichtet. Erst 2004 gab Gaddafi dies gegenüber Amnesty International zu. Oppositionelle wurden auch im Ausland verfolgt und ermordet. Der frühere libysche Außenminister Mansur el-Kechiya wurde 1993 aus Ägypten entführt und verschwand spurlos, nach CIA-Angaben kidnappte ihn der ägyptische Geheimdienst und überstellte ihn nach Libyen, wo er im Frühjahr 1994 hingerichtet wurde.

#### 2000er Jahre

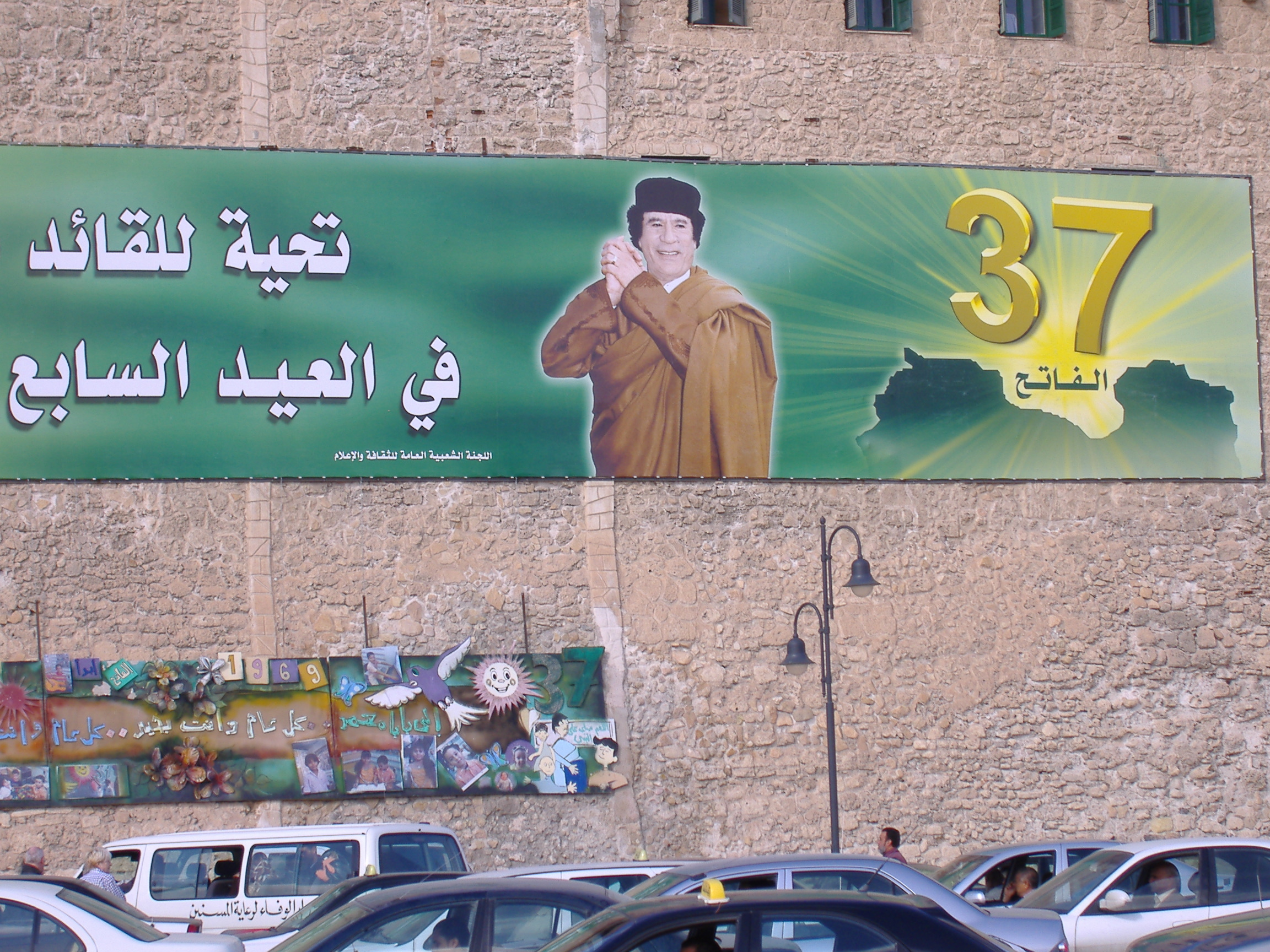
Plakat in Tripolis 2006

Während dieses Jahrzehnts konnte sich das Gaddafi-Regime wieder stabilisieren. Dazu trugen neben der voranschreitenden außenpolitischen Normalisierung und dem Ende der UN-Sanktionen der hohe Ölpreis und die steigende Nachfrage nach libyschem Öl bei. Mit Maßnahmen wie der Ankündigung einer Lohnerhöhung von 80 Prozent für den Öffentlichen Dienst im Jahr 2007 konnte der Unmut in der Bevölkerung über schlechte Lebensumstände gedämpft werden. Die Menschenrechtslage blieb weiterhin prekär, selbst im innerarabischen Vergleich schnitt Libyen bezüglich Rechtsstaatlichkeit, Partizipation und Korruptionskontrolle zur Mitte dieser Dekade schlecht ab.
Während Gaddafi über lange Zeit mit entsprechender Brüderlichkeitsrhetorik Afrikaner ermutigte, nach Libyen einzureisen, und erleichterte Aufenthalts- und Arbeitsgenehmigungen in Aussicht stellte, traten bald soziale, politische und ökonomische Probleme auf. So gab es im Jahr 2000 Ausschreitungen, bei denen 50 afrikanische Einwanderer umgebracht wurden. Seit 2002 kooperierte die Europäische Union mit dem libyschen Regime, um afrikanische Flüchtlinge von ihren Außengrenzen fernzuhalten. Trotz Bedenken hinsichtlich Gaddafis Herrschaftspraxis empfahl der Rat der Europäischen Union im Jahr 2005 konkret die Zusammenarbeit von Frontex und Tripolis bei der Grenzüberwachung im Mittelmeer und eine Ausbildung von libyschen Sicherheitskräften für die Kontrolle an den Landgrenzen. Nach Angaben von Menschenrechtlern nahm die EU dabei auch menschenunwürdige Zustände und Folter in libyschen Internierungslagern in Kauf, die zum Teil von ihr finanziert wurden.
Im Jahr 2000 trat Gaddafi als Vermittler um das Geiseldrama auf der philippinischen Insel Jolo auf. Die Terroranschläge am 11. September 2001 kamen ihm insofern entgegen, als sie Gelegenheit boten, die Repressionen insbesondere gegen die oppositionellen Islamisten international zu legitimieren und noch vor der formellen Aufhebung der Sanktionen mit westlichen Geheimdiensten zu kooperieren. 2003 gab Gaddafi bekannt, dass sein Land die Entwicklung von Massenvernichtungswaffen betreibe. Gaddafi hatte bereits in den Siebziger- und Achtzigerjahren mehr als 2000 Tonnen Uranerz-Konzentrat aus dem Nachbarland Niger importieren lassen. Er legte das ABC-Waffenprogramm offen und ließ es in der Folge demontieren.
Gaddafis Verhältnis zum Westen verbesserte sich von da an erheblich. Im März 2004 besuchte ihn der damalige britische Regierungschef; Tony Blair durchbrach damit die lange Isolation Libyens. Im Oktober folgte Gerhard Schröder als erster deutscher Kanzler.
Eine Demonstration gegen die Mohammed-Karikaturen im Februar 2006 in Bengasi entwickelte sich zu einer Kundgebung gegen das Regime, in deren Verlauf Büros des Revolutionskomitees angezündet und Porträts von Gaddafi zerstört wurden. Mehr als ein Dutzend Demonstranten wurden dabei von Sicherheitskräften erschossen.
Zum 37. Jahrestag seiner Machtübernahme rief Gaddafi im September 2006 öffentlich zur Ermordung politischer Gegner auf. Nach Bekanntwerden der Hinrichtung des irakischen Machthabers Saddam Hussein am 30. Dezember 2006 ordnete Gaddafi für sein Land eine dreitägige Staatstrauer an.

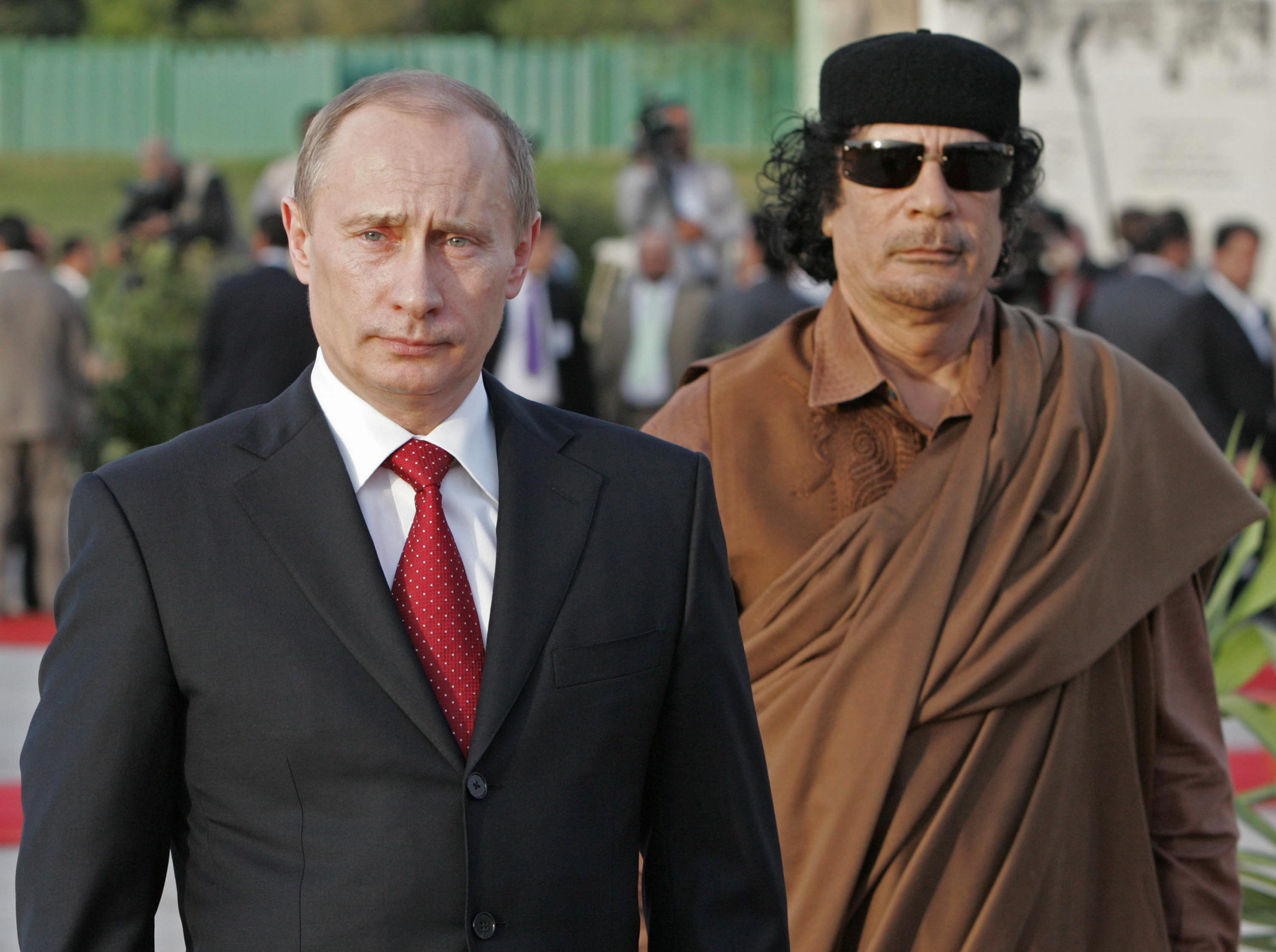
Gaddafi im April 2008 mit Wladimir Putin

Im von Gaddafi systematisch vernachlässigten Osten des Landes mehrten sich ab 2006 die Anzeichen von Aktivitäten bewaffneter Islamisten, und es kam zu wiederholten Anti-Regime-Ausschreitungen. Diese Region war bereits in den 1990er Jahren wegen Sympathien der dortigen Bevölkerung für den Islamismus mit Kollektivstrafen wie z. B. Subventionskürzungen belegt worden. Im Sommer 2007 kam es in Benghasi und Darna zu bewaffneten Zusammenstößen zwischen Islamisten und Sicherheitskräften, bei denen mehrere Menschen getötet wurden.
Am 10. Dezember 2007, dem Welttag der Menschenrechte, besuchte er nach 34 Jahren wieder Paris. Etwa 100 Personen demonstrierten auf dem Champ de Mars gegen seinen Besuch. Die französische Journalistin Memona Hintermann, Chefreporterin von France 3, berichtete dem Fernsehsender Canal+, sie habe sich 1984 von Gaddafi in eine Militärbaracke bringen lassen, um dort ein Interview mit dem Staatschef zu führen. Dort habe er versucht, sie zu vergewaltigen.
2008 wurde er von über 200 afrikanischen Königen und traditionellen Stammesherrschern als „König der Könige“ von Afrika ausgerufen.
Am 23. September 2009 sorgte Gaddafi mit seiner ersten Rede vor der Vollversammlung der Vereinten Nationen für einen Eklat. In seiner Rede zitierte er aus der UN-Charta und zerriss aus Protest einige Seiten.
Während einiger Jahre versuchte Gaddafi, die afrikanische Einheit zu fördern. Die Afrikanische Union (AU), die 2002 auf Gaddafis Betreiben hin gegründet wurde (als Nachfolgeorganisation der Organisation für Afrikanische Einheit (OAU)) und deren Vorsitzender er von Februar 2009 bis Januar 2010 war, hat die EU zum Vorbild und soll langfristig zu einem einheitlichen Wirtschaftsraum in Afrika führen.
Die Spielräume für Meinungsäußerungen und Kritik wurden in den letzten Jahren vor Beginn des Bürgerkriegs zwar etwas größer, Kritik an Gaddafi oder der Dritten Universaltheorie blieb aber verboten. Bei Diebstahl und Ehebruch ordneten die Gerichte teilweise Hadd-Strafen wie z. B. Auspeitschungen an. Im April 2010 ließ Gaddafi Teile des Abu-Salim-Gefängnisses abreißen, wahrscheinlich um die Spuren eines Massakers zu verwischen. 1996 sollen dort laut Angaben mehrerer NGOs mehr als 1.200 politische Gefangene ermordet worden sein (siehe Abschnitt 1990er Jahre).

#### Bürgerkrieg 2011
Im Februar 2011 kam es nach den Unruhen in den benachbarten Staaten Ägypten und Tunesien auch in Libyen zu einem Aufstand, in dessen Verlauf erstmals öffentlich der Sturz Gaddafis gefordert wurde. Bei diesem Aufstand sollen innerhalb weniger Tage über 400 Menschen umgekommen sein.
Im Verlauf des Bürgerkriegs wurden in Europa und den USA Auslandskonten Gaddafis gesperrt. Der Schweizer Bundesrat beschloss am 24. Februar 2011, alle möglichen Vermögenswerte Gaddafis und seines Umfeldes in der Schweiz mit sofortiger Wirkung zu sperren, um eine Veruntreuung von staatlichem libyschen Eigentum zu vermeiden. Betroffen waren 29 Personen, darunter Muammar al-Gaddafi und seine Familie, weitere Verwandte und libysche Wirtschaftsführer. Am 16. Mai 2011 beantragte der Chefankläger des Internationalen Strafgerichtshofs, Luis Moreno Ocampo, einen Haftbefehl gegen Gaddafi, gegen dessen Sohn Saif al Islam und gegen dessen Schwager und mutmaßlichen Geheimdienstchef Abdullah al-Senussi. Ihnen wurden Verbrechen gegen die Menschlichkeit im Zuge der von ihnen veranlassten Angriffe gegen die Aufständischen vorgeworfen. Am 27. Juni 2011 erließ der Internationale Strafgerichtshof in Den Haag Haftbefehle gegen alle drei.
Libyens Beziehungen insbesondere zu italienischen Unternehmen und Politikern wie auch die zunehmende Flüchtlingsproblematik führten zu Konflikten innerhalb der EU und erschwerten eine koordinierte Reaktion der EU, die Gaddafi längere Zeit als Stabilitätsgaranten in der Region anerkannt hatte.
Gaddafi lehnte am 22. Februar 2011 (auch angesichts von Drohungen mit einer internationalen Militärintervention) ein Einlenken auf Forderungen der Rebellen ab.

### Todesumstände
Am 9. September 2011 wurden Muammar al-Gaddafi, sein Sohn Saif al-Islam und Geheimdienstchef Abdullah al-Senussi von Interpol zur Fahndung ausgeschrieben. Gaddafi, der sich nach dem Fall von Tripolis in seiner Heimatstadt Sirte verschanzt hatte, versuchte am 20. Oktober 2011 in einem Autokonvoi aus der belagerten Stadt zu fliehen. Nach Angaben von Rami El-Obeidi, Chef des Geheimdienstes der libyschen Übergangsregierung, erhielt die NATO durch den syrischen Geheimdienst Informationen über seinen genauen Aufenthaltsort. Die NATO sollte sich als Gegenleistung aus innersyrischen Konflikten heraushalten. Als der Konvoi von NATO-Flugzeugen heftig beschossen wurde und Gaddafi in der Betonröhre eines trockenliegenden Kanals Schutz suchte, wurde er von Rebellen gefangen genommen und misshandelt. Bei ihm befand sich auch sein Sicherheitschef Mansur Dao, der verhaftet wurde. Eine andere Darstellung ist, dass Gaddafi bereits bei der Festnahme blutüberströmt mit einer Granatsplitterverletzung am Kopf aufgefunden wurde und daran nach der Festnahme verstarb. Nach Darstellung des Übergangsrats hingegen starb Gaddafi an einem Kopfschuss, der ihn bei einem Kreuzfeuer zwischen Anhängern und Gegnern auf dem Transport ins Krankenhaus traf. Das Obduktionsergebnis lässt Fragen offen, eine zweifelsfreie Darstellung der Todesumstände ist nicht erfolgt. Die Aufklärung der Umstände fordern sowohl der UN-Menschenrechtsrat als auch der Internationale Strafgerichtshof. Die Ermittlungen des Chefanklägers, Luis Moreno Ocampo, wegen des „starken Verdachts“, dass es sich bei Gaddafis Tod um ein Kriegsverbrechen handeln könnte, wurden von der neuen Regierung behindert. Aus Videos seiner Festnahme scheint hervorzugehen, dass Gaddafi vor seinem Tod misshandelt und verletzt worden ist. Gaddafis Leichnam und der seines ebenfalls getöteten Sohnes Mutassim wurden am 25. Oktober an einem geheimen Ort in der Libyschen Wüste bestattet. Die nach unabhängigen Quellen unklaren Todesumstände sind Gegenstand unbewiesener Behauptungen und Spekulationen, beispielsweise über die Beteiligung von Geheimdiensten.

## Politische Ideologie
Seine ideologischen Vorstellungen stellte Gaddafi erstmals am 15. April 1973, dem damaligen Mawlid an-Nabi, dem Feiertag zu Ehren des Geburtstages von Mohammed, in Zuwara mittels seiner Fünf-Punkte-Rede einer breiten Öffentlichkeit vor. Er forderte in dieser Ansprache die Einführung der Scharia, die Reinigung des Landes von allen „politisch Kranken“, das Schaffen von Milizen, um die Revolution zu beschützen, eine Umwälzung in der Verwaltung und eine kulturelle Revolution. Diese Rede markiert den Beginn von Gaddafis absolutem Führungsanspruch.
Gaddafis Ideologie war eklektisch aus Marxismus, Anarchismus, Naturrecht und Nationalismus zusammengesetzt und enthielt in Form der Volkskongresse und Volkskomitees Elemente direkter Demokratie, aber auch revolutionäre Institutionen, die keiner Kontrolle unterlagen, wie zum Beispiel die 1977 zur Förderung der revolutionären Werte gegründeten Revolutionskomitees, die Personen mit abweichenden Meinungen stark unter Druck setzten.
Die Basisvolkskonferenzen, die das legislative Element darstellen sollten, entstanden aus den Basiszellen der Einheitspartei ASU, die für alle Libyer über 18 Jahren geöffnet wurden. Sie kontrollierten die alle drei Jahre gewählten exekutiven Volkskomitees. Hinzu kamen Berufsorganisationen, zu denen sich alle Arbeitnehmer zusammenschlossen. Lokale Basisvolkskonferenzen, Volkskomitees und Berufsorganisationen schickten ihre Vertreter mit imperativem Mandat in die Allgemeine Volkskonferenz, die die nationalen Gesetze verabschieden sollte und das Allgemeine Volkskomitee, die nationale Regierung, bestellte. Sie nahm ihre Arbeit im Januar 1976 auf.
Die Anwesenheit bei den Basisvolkskonferenzen war zunächst jedoch bescheiden, es erschienen manchmal nicht einmal zehn Prozent der Mitglieder. Bereits 1976 sprach Gaddafi von der Notwendigkeit einer zusätzlichen Mobilisierung, zu diesem Zweck rief er 1977 die „Revolutionskomitees“ ins Leben, die im „Grünen Buch“ nicht erwähnt werden. Sie gründeten sich in staatlichen Institutionen, Volkskongressen und Volkskomitees und sollten „die Massen mobilisieren und zur Ausübung ihrer Herrschaft anleiten“. Ihre Mitglieder wurden vor allem junge Libyer, die das neue System bedingungslos unterstützten. Sie konzentrierten sich schnell auf ihre zweite Aufgabe, den Schutz der Revolution und die „revolutionäre Überwachung“ und wurden zur wichtigsten Stütze von Gaddafis Herrschaft. Am 2. März 1979 trennte der „Allgemeine Volkskongreß“ die Bereiche „Herrschaft“ – die Volkskongresse und Volkskomitees – und „Revolution“ – die Revolutionskomitees mit Gaddafi an der Spitze. Gleichzeitig traten er und die vier anderen Mitglieder des Revolutionären Kommandorats erneut von ihren formellen Ämtern zurück und galten jetzt ausschließlich als „Revolutionsführung“.
Gaddafi selber hatte in den basisdemokratischen Strukturen, die formell die Regierungsmacht in Libyen innehaben, keine offizielle Position. Als Revolutionsführer saß er den revolutionären Institutionen vor und befehligte die Streit- und Sicherheitskräfte. Offiziell „der Bruder Führer“ genannt, gab er mit seinen Reden und ideologischen Vorstellungen die Agenda der Basiskongresse und Entscheidungen der Regierung vor.
In seinem 1976 bis 1981 veröffentlichten Grünen Buch bezeichnete er seine Programmatik als dritte Universaltheorie und stellte ihre wesentlichen Grundzüge dar. Gaddafi legte sie als eine Alternative zu Kommunismus und Kapitalismus für die Staaten der Dritten Welt an, die sozialistisch-egalitäre mit islamischen Prinzipien verbindet. Für Gaddafi begründete der Islam eine direkte Beziehung zwischen dem Menschen und Gott und sollte deshalb nicht für politische Zwecke genutzt werden. Er verdeutlichte den ʿUlamā' des Landes, die durch ihre Unterstützung der Senussi-Monarchie diskreditiert waren, dass er eine organisierte Opposition nicht tolerieren würde. Zur Wiederherstellung der arabisch-islamischen Identität Libyens und als Maßnahme gegen die in der Senussi-Monarchie eingetretene Verwestlichung ließ er Nachtlokale schließen, Alkohol, Zinsen und Glücksspiel verbieten, verfügte einen beschleunigten Neubau von Moscheen und den ausschließlichen Gebrauch des islamischen Kalenders.
In markantem Gegensatz zu anderen arabischen Sozialisten standen Gaddafis Ansichten zur Rolle der Frau. Im Grünen Buch führte er aus, dass Frauen und Männer in der ganzen Natur – und somit auch beim Menschen – verschiedene Eigenschaften hätten: Die Frau sei zart und schön geschaffen, der Mann hingegen stark und widerstandsfähig. Daraus ergäben sich verschiedene Aufgaben der beiden Geschlechter: Die Frau sei für Arbeit im Haus und Erziehung der Kinder geschaffen, für körperliche Arbeit hingegen ungeeignet. Die Frau solle Eigentümerin des Hauses sein, weil sie von der Natur zur Kindererziehung bestimmt sei; Kindertagesstätten verglich Gaddafi mit Geflügelfarmen. Auch Menstruation und Schwangerschaft seien Zustände von Schwäche, die eine Aufgabenteilung zwischen Mann und Frau notwendig machten. Die Natur habe Mutterschaft, Hausarbeit und Kindererziehung als natürliche Aufgabe für die Frauen vorgesehen. Eine Frau, die körperlich arbeite, sei unfrei, auch wenn sie dies selbst nicht so empfinde. Die wahre Befreiung der Frau bestünde in der Anerkennung ihres natürlichen Wesens.
Die praktische Umsetzung der Theorie bestand darin, dass Frauen bei einer Scheidung das gemeinsame Haus oder die Wohnung behalten durften. Auch konnten beide Ehepartner die Scheidung beantragen und mussten ihr zustimmen, ein einseitiges „Verstoßen“ einer Frau durch ihren Ehemann war nicht möglich. Trotz Gaddafis Theorie gab es Kindertagesstätten für berufstätige Frauen sowie Frauen in klassischen „Männerberufen“ wie Polizistinnen oder Pilotinnen. 1979 richtete Gaddafi eine Militärakademie für Frauen ein, die in der arabischen Welt einmalig blieb. Die meisten gebildeten Frauen waren im Gesundheitswesen und als Lehrerinnen tätig, und die Frauenerwerbsquote lag Mitte der 1990er Jahre unter 10 %. Vielehe blieb in Libyen, anders als im benachbarten Tunesien, erlaubt; der Mann musste für die Heirat einer Zweitfrau lediglich die Genehmigung der anderen Ehefrau einholen.
Die in westlichen Gesellschaften traditionellen Instrumente von liberal-demokratischer Herrschaft – Parlamente und Parteien – wurden abgelehnt und an ihre Stelle Volkskomitees und Volkskongresse gesetzt. Der Allgemeine Volkskongress mit 760 Mitgliedern konnte nach diesem Modell nur Gesetze verabschieden, die von den einzelnen, knapp 500 Basisvolkskongressen, die theoretisch die gesamte erwachsene Bevölkerung versammeln, erörtert und vorgeschlagen wurden. Als die drei wesentlichen gesellschaftlichen Ebenen sah Gaddafi Familie, Stamm und Nation an, die sich entlang verwandtschaftlicher Nähe organisieren.
Das Land besitzt bis heute keine Verfassung, was im politischen System Libyens die Abgrenzung der unterschiedlichen bestehenden Strukturen erschwerte. Obwohl Volkskongress und die Regionen an Bedeutung gewannen, lag nach Einschätzung des Auswärtigen Amts entgegen der Eigendarstellung als Basisdemokratie die eigentliche Macht nicht bei den demokratischen Institutionen, sondern bei Gaddafi und seinem Umfeld. Die Arbeit der Volkskongresse wurde von Gaddafi nahestehenden Komitees kontrolliert. Diese Revolutionskomitees überwachten den gesamten öffentlichen Raum, waren in Verwaltung, Bildungssektor sowie Wirtschaft integriert, hatten Informanten in der Bevölkerung und führten Sicherheitsgefängnisse. Dort wurden unter anderem Delegierte inhaftiert, die auf den Basisvolkskongressen sich gegen die von Gaddafi vorgegebene Agenda in den öffentlichen Abstimmungen aussprachen. 2004 wurde vom U.S. State Department geschätzt, dass 10 bis 20 Prozent der Libyer in diesem Netzwerk aktiv seien.
Die österreichische Journalistin Renate Poßarnig bezeichnete den Drang nach Selbstdarstellung als wichtigste Triebkraft Gaddafis, vor der politische Inhalte letztendlich bedeutungslos waren:

„Wenn die Amerikaner sagen: Gaddafi ist der Chef aller Terroristen, dann ist er glücklich. Wenn ein anderer sagt: Gaddafi ist ein Spitzenagent des US-Imperialismus, freut er sich ebensosehr. Er muss nur an der Spitze der Berichterstattung stehen. Jede Woche mindestens einmal. Man darf Gaddafi nicht vergessen!“

Gaddafi versuchte auch, seine im Grünen Buch niedergelegte politische Theorie international zu verbreiten. Besonderes Augenmerk legte er dabei auf Afrika und Europa. 1982 lud Bruno Kreisky als erster westlicher Regierungschef Gaddafi nach Wien ein. Hierbei kam es zur Kontaktaufnahme Gaddafis mit deutschen und österreichischen Grünen, darunter Hubert Kleinert. Im Juli 1982 besuchte eine Delegation grüner Politiker, der unter anderem Alfred Mechtersheimer und Otto Schily angehörten, Gaddafi in seinem Beduinenzelt in Libyen. 1983 erklärte Gaddafi: „Die Grünen sind die Alternative für Europa.“ Er begann mit der Finanzierung des „Grün-alternativen Monatsmagazins“ („MOZ“), das seit 1984 in Österreich erschien. In der Geschäftsführung war zunächst ein Palästinenser mit libyschem Pass, Abdul Ghani Elmani, seit 1986 bestand sie ausschließlich aus Libyern. Der Verlag wurde später auch als Deckmantel für den Ankauf waffenfähiger Chemikalien genutzt. 1986 war Gaddafi der Gastgeber einer internationalen Konferenz für den „Kampf gegen Imperialismus, Zionismus, Rassismus und Faschismus“, an der über 700 Organisationen aus verschiedenen Ländern teilnahmen. Er ließ sich dort zum „Führer der Weltrevolution der progressiven Kräfte“ wählen.
Seit Mitte der 1990er Jahre unterhielt Gaddafi auch gute Beziehungen zu rechtsradikalen Politikern. Sein „Grünes Buch“ wurde in Deutschland über den Bublies-Verlag ausgeliefert, dessen Eigentümer ein langjähriger Funktionär der Republikaner war. Am spektakulärsten war seine Freundschaft mit Jörg Haider, die auch zu umfangreichen wirtschaftlichen Kontakten zwischen dem von Haider regierten Kärnten, der FPÖ und Libyen beitrug. Vermittelt wurde die Beziehung von Gaddafis Sohn Saif al-Islam, der zeitweise an der Wiener Privatschule IMADEC studierte, die damals als Universität anerkannt war. Gruppenreisen der FPÖ nach Libyen wurden von der Kärntner Landesbank Hypo Alpe Adria finanziert, was später auch gerichtliche Konsequenzen hatte. Gaddafi unterhielt auch zu britischen, spanischen, italienischen und belgischen Rechtsradikalen Kontakte.
Der österreichische Schriftsteller Fritz Edlinger, der 1974 als Mitglied einer SJÖ-Delegation Gaddafi besuchte, hielt ihn für eine Persönlichkeit, die nicht konsistent und nach europäischen Denkmustern logisch war. Vielmehr schien er, so Edlinger, in sich mehrere äußerst widersprüchliche Identitäten vereinigt zu haben: die eines mediensuchenden Selbstdarstellers, der mit seinen Auftritten nach und nach jede Seriosität und Glaubwürdigkeit verlor; die eines Denkers und Reformers, dessen Theorien abenteuerlich eklektisch waren und von niemandem ernst genommen wurden; die eines Beduinensohns, welcher der verschwundenen alten Lebensweise seiner Vorfahren nachtrauert und die eines Verzweifelten, Resignierten und Geschlagenen, der unter der passiven Ablehnung seiner „Revolution“ durch sein eigenes Volk litt.
In einer Rede vor dem höchsten libyschen Gremium, dem „Allgemeinen Volkskongress“, kündigte Gaddafi im Jahr 2003 weitreichende Privatisierungen, sogar im Ölsektor, an, sprach von einer verfehlten Politik der letzten drei Jahrzehnte und distanzierte sich damit faktisch von der „Dritten Universaltheorie“.

## Verbindung mit internationalem Terrorismus
Gaddafi wurden bereits Anfang der 1980er Jahre Verbindungen mit dem internationalen Terrorismus nachgesagt. Für den Bombenanschlag auf die Diskothek La Belle im Jahr 1986 machte der damalige US-Präsident Ronald Reagan Gaddafi persönlich verantwortlich. Das Berliner Gericht, das die Täter verurteilte, ging zwar von einem Auftrag libyscher Dienststellen an die Ost-Berliner Botschaft Libyens aus, in Deutschland Anschläge auf amerikanische Einrichtungen zu begehen, eine direkte Beteiligung Gaddafis an dem Anschlag konnte aber nicht nachgewiesen werden. Am 21. Dezember 1988 geschah der Lockerbie-Anschlag mit 270 Toten, für den 2001 ein Mitarbeiter des libyschen Geheimdiensts von einem schottischen Gericht verurteilt wurde. Libyen akzeptierte 2002 die „Verantwortung für die Handlungen seiner Offiziellen“ und zahlte 2,46 Milliarden US-Dollar Entschädigung an die Hinterbliebenen der Opfer. Nach Aussagen des früheren Justizministers von Libyen, Mustafa Abdel Dschalil, gab Gaddafi persönlich den Befehl zu diesem Anschlag. Gaddafi unterstützte seit den 1970ern phasenweise die IRA mit Waffenlieferungen, die er als Verbündeten im Kampf gegen den „britischen Imperialismus“ sah.
Gaddafi galt ferner als Drahtzieher des Anschlags auf den UTA-Flug 772 vom 19. September 1989, bei dem ein französischer Linienflug über dem Niger zum Absturz gebracht wurde und 170 Menschen ums Leben kamen. Sein Motiv war Vergeltung für die Niederlage im Libysch-Tschadischen Krieg, für die er neben den USA auch Frankreich verantwortlich machte. 1999 verurteilte ein französisches Gericht sechs libysche Offizielle in Abwesenheit für ihre Beteiligung an diesem Anschlag, deren Auslieferung Gaddafi auch in der Folge verweigerte.
In allen diesen Fällen tauchten aber auch erhebliche Zweifel an der Täterschaft Libyens – und damit Gaddafis – auf. Im Fall der La Belle-Diskothek deuteten Ermittlungsergebnisse auf eine Beteiligung Syriens hin, wie die West-Berliner Polizei und das State Department 1988 mitteilten. In den Fällen Lockerbie und UTA-Flug 772 gibt es ebenfalls Hinweise auf eine Täterschaft Syriens, Irans oder der palästinensischen PFLP-GC. Jedoch wurde Libyen belastet, weil die USA, Großbritannien und Frankreich eine Konfrontation mit dem Iran und Syrien vor dem Zweiten Golfkrieg scheuten.
Gaddafi unterstützte die palästinensischen Untergrundorganisationen Islamischer Dschihad und die Volksfront zur Befreiung Palästinas. Die Abu-Nidal-Organisation hatte jahrelang ihr Hauptquartier in Libyen. Des Weiteren wird er als Unterstützer verschiedener bewaffneter Tuareggruppen in der südlichen Sahara (Mali, Niger) angesehen, die in den frühen 1990er-Jahren und wieder verstärkt seit 2006 sowohl gegen Militärs kämpften als auch Übergriffe auf die Zivilbevölkerung durchführten. Durch diese Unterstützung einerseits und die Rolle als Verhandlungsführer andererseits erhoffte sich Gaddafi verstärkten Einfluss auf die Regierungen der betroffenen Länder.
Nach einer 1986 in der Sunday Times veröffentlichten Studie war jedoch nur ein Prozent des Budgets des internationalen Terrorismus, das auf 700 Millionen £ geschätzt wurde, libyschen Ursprungs.

## Vermögen
Während seiner insgesamt über vierzigjährigen Zeit an der Macht gelang es Gaddafi, sich erhebliche Geldbeträge privat anzueignen. Nach seinem Tod unternahm der libysche Staat Versuche, dieses Vermögen einzuziehen. Die UNO erließ nach dem Ende seiner Herrschaft eine Resolution, nach der Gaddafis Auslandsvermögen eingefroren wurde. In Italien wurden im März 2012 auf Ersuchen des IStGH Vermögenswerte in Höhe von 1,1 Milliarden €, die Gaddafi und seiner Familie gehört haben, beschlagnahmt, darunter Aktien mehrerer italienischer Unternehmen, Bankkonten und Immobilien. Auch Vermögen von Gaddafis Geheimdienstchef Abdullah as-Sanusi, der mit Haftbefehl vom IStGH gesucht wurde, wurde beschlagnahmt. In Verhandlungen auf Ministerebene mit der Republik Südafrika erhob Libyen Anspruch auf Geldeinlagen, Diamanten und Gold in südafrikanischen Finanzinstituten. Als Ergebnis erhielt Libyen 2013 Vermögenswerte in Höhe von 770 Mio. €, dies entsprach über 1 Milliarde US-$, von Südafrika zurück. In den 2016 veröffentlichten Panama Papers wurde die Briefkastenfirma „Vision Oil Services Limited“ erwähnt, an der das libysche Staatsunternehmen „Libya Africa Investment Portfolio“ Anteile besaß. Die libysche Staatsbehörde „Organization for Development of Administrative Centres“ gründete diverse Briefkastenfirmen, die von der an Steuerhinterziehungsdelikten beteiligten panamesischen Anwaltskanzlei Mossack Fonseca verwaltet wurden. Im Juni 2017 wurde ein vom UNO-Sicherheitsrat in Auftrag gegebener Bericht über den Verbleib des Gaddafi-Vermögens veröffentlicht. Danach soll ein großer Teil in Afrika versteckt worden sein, insbesondere in Ghana und Burkina Faso stießen die Ermittler auf Metallbehälter mit Geldscheinen im Wert von 560 Millionen US-$. Die in Ghana aufgefundenen Metallboxen waren mit dem Logo des IKRK versehen und befanden sich in einem Raum, der von einer französischen NGO angemietet wurde. In Südafrika fanden die Ermittler Hinweise auf einen Transfer von Gaddafi zugerechnetem Vermögen in Höhe von 800 Millionen US-$ nach Kenia. Südafrika hatte Libyen bereits 2016 mehr als eine Milliarde US-$ zurückgezahlt, die Gaddafi unrechtmäßig auf südafrikanischen Konten deponiert hatte. Die Auslandskonten Gaddafis und seiner Familie wurden 2011 eingefroren, es wurden aber auch anderweitig Gelder versteckt.

## Antisemitismus
Mit der Machtübernahme Gaddafis 1969 erlebte die Verfolgung und Diskriminierung libyscher Juden, die sich bereits in den Jahrzehnten zuvor, insbesondere während des Sechs-Tage-Krieges und danach, in Pogromen und willkürlichen Verhaftungen niedergeschlagen hatte, ihren Höhepunkt. Gaddafi ordnete an, dass jeglicher jüdische Besitz zu enteignen sei und alle Schulden, die Nichtjuden bei Juden hätten, hinfällig seien. Obwohl Gaddafi ein Ausreiseverbot verhängte, gelang den allermeisten libyschen Juden in den folgenden Jahren die Flucht ins Ausland. Seit dem Beginn des 21. Jahrhunderts leben schließlich gar keine Juden mehr in Libyen.
Die Politik gegenüber den libyschen Juden stand im Zusammenhang mit einer als „aggressiv und antiisraelisch“ bezeichneten Außenpolitik Gaddafis, der Israel als „kolonialistisch-imperialistischen Außenposten der USA“ bezeichnete. Gaddafi unterstützte Ägypten im Vorfeld des Krieges mit Finanzhilfen von rund einer Milliarde Dollar zur Aufrüstung und überließ den Ägyptern 110 neue französische Mirage-Kampfbomber. An Kampfhandlungen gegen Israel nahmen libysche Truppen aber niemals teil. Gaddafi unterstützte niemals die PLO als Ganzes, sondern immer nur Splittergruppen wie die terroristische Abu-Nidal-Organisation, der er finanzielle und logistische Unterstützung bei ihren Terroranschlägen auf israelische und westliche Ziele gewährte. Damit trug er aber eher zum Streit innerhalb der palästinensischen Bewegung bei.
Gaddafi rief zudem Palästinenser in den frühen 1970ern dazu auf, Selbstmordattentate zu verüben. Sein erklärtes Ziel war die vollständige Vernichtung des jüdischen Staates. Gleichzeitig stritt er aber eine systematische Vertreibung der Palästinenser durch Israel, in der arabischen Welt als nakba bezeichnet, ab. Friedensverhandlungen mit Israel durch Verbündete wie etwa Ägypten unter Anwar as-Sadat 1979 oder die PLO unter Jassir Arafat im Jahr 1995 wurden von Gaddafi als Verrat am arabischen Volk bezeichnet.
Im September 1989 schlug Gaddafi vor, in Elsass-Lothringen einen Staat für Juden einzurichten. Im September 1995 ließ Gaddafi rund 30.000 Palästinenser unter dem Vorwand aus Libyen vertreiben, „die israelischen und palästinensischen Führer dafür zu bestrafen, Frieden zu schließen“, und erkannte seitdem weder Israel noch die palästinensische Autonomiebehörde an. Wirklicher Grund für die Massenausweisung war Gaddafis Furcht vor einer Ausbreitung des Islamismus.
Im Zuge einer Öffnung Libyens gegenüber dem Westen begann Gaddafi im neuen Jahrtausend, Kompromissbereitschaft bezüglich einer Entschädigung vertriebener und enteigneter libyscher Juden zu signalisieren. Zu konkreten Ergebnissen kam es zu seinen Lebzeiten jedoch nicht. Auch seine Äußerungen und seine Haltung gegenüber Israel veränderten sich, blieben jedoch weitgehend von Feindschaft geprägt. Bekannt wurde seine 2009 in der New York Times veröffentlichte Idee einer „friedlichen Ein-Staaten-Lösung“, die freie, von der UN kontrollierte Wahlen, die Umbenennung des Staates in „Isratin“ und eine Rückkehr aller palästinensischen Flüchtlinge vorsah. Juden, die damit nicht einverstanden seien, sollten nach Hawaii oder Alaska auswandern. Einige Monate später bezeichnete Gaddafi Israel bei einem Treffen der Afrikanischen Union als „verantwortlich für alle Konflikte in Afrika“ und forderte die Staaten der Union auf, ihre israelischen Botschaften zu schließen. Gaddafi unterstützte zudem die radikalislamische Terrororganisation Hamas.
Wiederholt für mediales Aufsehen sorgte der von Gaddafi ins Leben gerufene und gestiftete Internationale Gaddafi-Preis für Menschenrechte, der in der Vergangenheit mehrmals an als Antisemiten eingestufte Politiker wie Louis Farrakhan, Roger Garaudy und Mahathir bin Mohamad verliehen wurde. Der letzte Preisträger war Recep Tayyip Erdoğan.

## Konflikt mit der Schweiz
Am 15. Juli 2008 nahm die Polizei in Genf den Gaddafi-Sohn Hannibal und seine Ehefrau Aline wegen Folterung ihres Dienstpersonals fest. Hierauf zog Gaddafi fünf Milliarden CHF Anlagevermögen aus der Schweiz ab, schloss alle Schweizer Unternehmen in Libyen und stoppte die Erdöllieferungen. Er nahm zwei in Libyen arbeitende Schweizer Staatsbürger, Max Göldi und den gebürtigen Tunesier Rachid Hamdani, als Geiseln fest. Erst nach einem Besuch der Schweizer Außenministerin Micheline Calmy-Rey kamen sie nach zwei Jahren frei. Außerdem bezichtigte Gaddafi die Schweiz des Terrorismus und beantragte bei einer UNO-Vollversammlung die Aufteilung der Schweiz unter ihre Nachbarländer. Die Schweiz zog auch eine Befreiungsaktion mit Einsatz einer Spezialeinheit in Betracht.

## Falsche Anklage gegen bulgarische Krankenschwestern
Aufsehen erregte der HIV-Prozess gegen fünf bulgarische Krankenschwestern und einen palästinensischen Arzt, der in mehreren Verfahren von 2000 bis 2007 andauerte. Die Anklage stützte sich auf die Behauptung Gaddafis, der zufolge die vom CIA und Mossad gesteuerten Beschuldigten vorsätzlich hunderte libyscher Kinder mit dem Virus infiziert hätten. Die Angeklagten wurden gefoltert, und entlastende Indizien wurden von den libyschen Gerichten ignoriert. Die Todesurteile wurden nach Leistung von „Schadensersatzzahlungen“ mehrerer Länder in lebenslange Haftstrafen umgewandelt und die Gefangenen nach Bulgarien ausgeliefert, wo sie einen Tag später begnadigt wurden.

## Geplante und gescheiterte Attentate auf Gaddafi
Es wurden wiederholt Anschläge von verschiedenen politischen Gegnern ausgeübt, die das Ziel hatten, Gaddafi zu töten. Im Jahr 1969 wurde vom britischen Special Air Service unter dem Namen „Hilton Assignment“ ein Plan zur Machtübernahme in Libyen entwickelt. Dieser sollte primär von ausländischen Söldnern in Zusammenarbeit mit freigelassenen libyschen Gefangenen umgesetzt werden. Er wurde jedoch nie in die Tat umgesetzt. 1976 wurden von einer Einzelperson Schüsse auf Gaddafi abgegeben, die ihn jedoch verfehlten. Auf Initiative des französischen Staatspräsidenten Valéry Giscard d’Estaing wurde in Zusammenarbeit mit Ägypten ein Komplott gegen Gaddafi ausgearbeitet, das jedoch an der fehlenden Zustimmung der USA scheiterte. 1988 soll eine Leibgardistin Gaddafi bei einem islamistischen Anschlag das Leben gerettet haben, indem sie sich über ihn warf, sie selbst kam dabei ums Leben.
Bei dem vermutlichen Abschuss einer italienischen Verkehrsmaschine bei Ustica 1980 vermutete der italienische Untersuchungsrichter Rosario Priore einen von Frankreich geplanten Anschlag auf Gaddafis Maschine als Ursache.

## Familie
Gaddafi war 1969 in erster Ehe mit einer vermögenden Offizierstochter und Lehrerin verheiratet. Aus dieser Ehe entstammt sein erster Sohn Muhammad Gaddafi. Ein halbes Jahr nach der Heirat wurde die Ehe geschieden.
Seit 1970 war er mit der Krankenschwester Safaja Farkash verheiratet und hatte mit ihr sieben weitere leibliche Kinder, sechs Söhne und eine Tochter. Die libysche Staatspropaganda berichtete außerdem, Gaddafi habe in den 1980er-Jahren eine Tochter adoptiert, die im Alter zwischen einem und fünf Jahren bei einem US-Luftangriff am 15. April 1986 ums Leben gekommen sein soll. Auch soll Gaddafi seinen Neffen Milad Abustaia al Gaddafi adoptiert haben. Einer libyschen Legende zufolge habe dieser ihm beim US-Luftangriff das Leben gerettet.
Im Zuge des Bürgerkriegs in Libyen sollen am 30. April 2011 bei einem NATO-Luftangriff auf ein Haus in Tripolis der sechste Sohn, Saif al-Arab al-Gaddafi, und drei seiner Enkelkinder ums Leben gekommen sein. Gaddafi und seine Frau sollen sich zu dem Zeitpunkt auch in diesem Haus aufgehalten haben.
Gaddafis Kinder

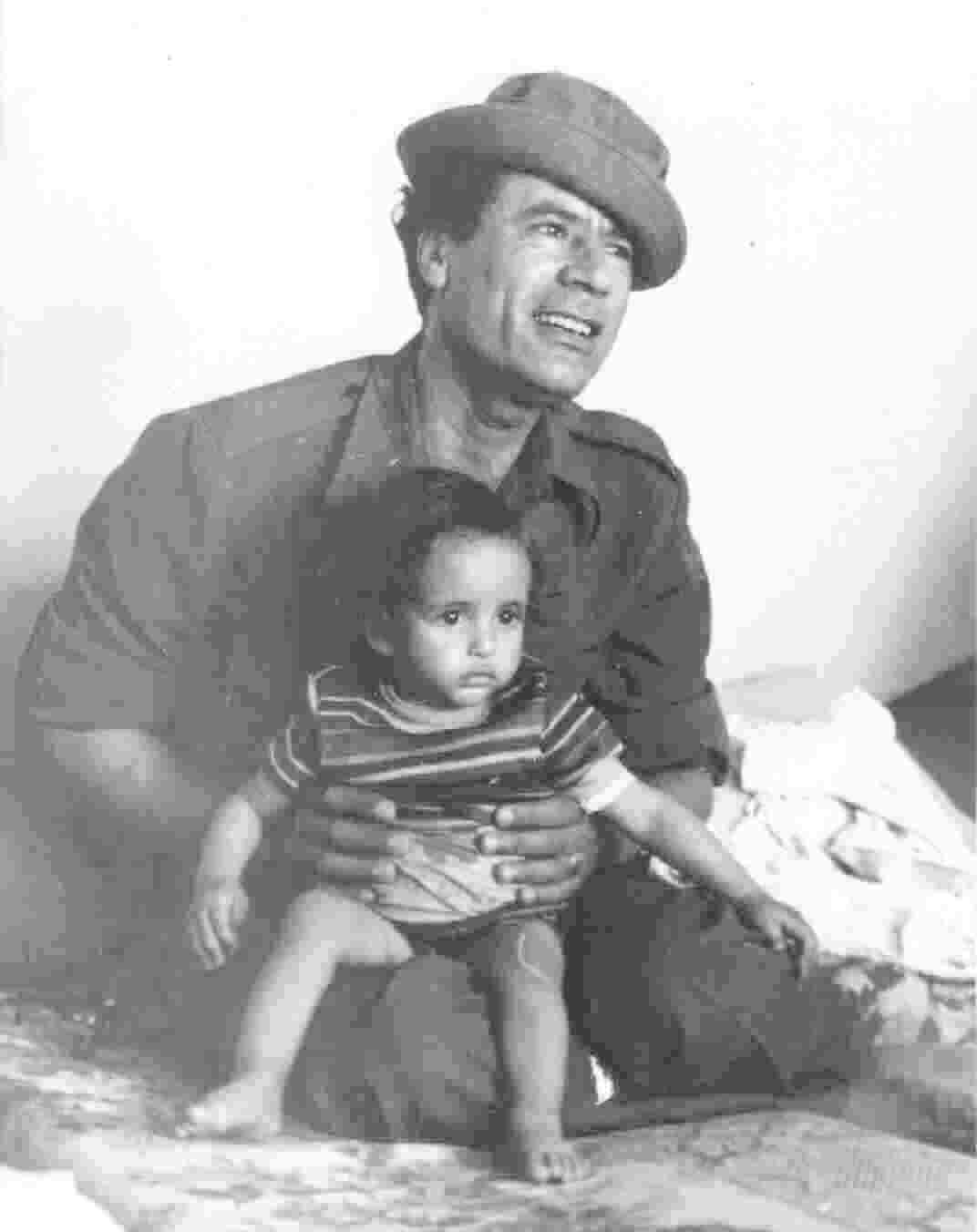
Gaddafi mit fremdem Kind auf dem Schoß (1976)

- Muhammad Gaddafi: Der älteste, 1970 geborene und als einziger aus Gaddafis erster Ehe stammende Sohn hat Informatik studiert, führte das Libysche Olympische Komitee an und soll Besitzer der beiden libyschen Mobilfunkunternehmen Libyanna und Al-Madar gewesen sein. Außerdem saß er dem staatlichen Post- und Fernmeldeunternehmen vor.[150] Am 29. August 2011 floh er nach algerischen Angaben zusammen mit seiner Stiefmutter, einem Halbbruder und seiner Halbschwester nach Algerien.[151]
- Saif al-Islam al-Gaddafi: Der zweitälteste Sohn wurde 1972 geboren, studierte Architektur in Tripolis und einige Jahre lang an einer Privatuniversität in Wien Management, wo er auch Kontakte zu dem österreichischen Politiker Jörg Haider knüpfte. 2002 begann er sein Promotionsstudium an der London School of Economics and Political Science.[150] Saif al-Islam al-Gaddafi besaß verschiedene im Wirtschafts- und Medienbereich aktive Gesellschaften und gründete 1999 eine Stiftung für Entwicklung, über die er quasi als Entwicklungsminister Libyens auch als Vermittler zwischen ausländischen Regierungen wie Ölunternehmen und seinem Vater fungierte.[150] Er bemühte sich um die Freilassung westlicher Geiseln, die von Islamisten entführt worden waren (etwa auf den Philippinen), engagierte sich im Umweltschutz und galt mit Mutasim-Billah Gaddafi als möglicher Nachfolger seines Vaters. Am 19. November 2011 wurde Saif al-Islam al-Gaddafi im Süden Libyens festgenommen und nach einem international umstrittenen Prozess im Juli 2015 zum Tode verurteilt. Im Juni 2017 wurde er im Rahmen einer Generalamnestie freigelassen.[152]
- Al-Saadi Gaddafi: Der dritte Sohn Gaddafis, 1973 geboren, ist mit der Tochter eines Militärkommandanten verheiratet und besuchte eine libysche Militärakademie, wo er den Rang eines Obersts erreichte. In den 1990er Jahren stand er einer Elitebrigade vor, die Islamisten bekämpfte, und soll ab 2006 die Special Forces befehligt haben.[150] Er leitete die Libyan Football Federation und spielte im italienischen Fußballteam Perugia Calcio. Er verdiente ein Vermögen in der Ölindustrie und als Filmproduzent. Er wurde infolge des Libyenkrieges am 22. August 2011 festgenommen. Nach nigrischen Angaben vom 11. September 2011 setzte sich Saadi anschließend nach Niger ab[153] und bat um Asyl. Dies wurde ihm aus humanitären Gründen am 11. November 2011 gewährt.[154] Am 6. März 2014 wurde er an Libyen ausgeliefert.[155]
- Mutasim-Billah Gaddafi: Der vierte, zwischen 1974 und 1977 geborene Sohn war Oberstleutnant in der libyschen Armee. Nach einem angeblichen Umsturzplan gegen seinen Vater floh er nach Ägypten. Als Gaddafi ihm vergab, kehrte er nach Libyen zurück und wurde Anführer der Präsidentengarde. Am 21. April 2009 traf er sich mit Hillary Clinton in den USA, was den höchstrangigen diplomatischen Austausch zwischen diesen Ländern seit Wiederaufnahme ihrer Beziehungen darstellte.[156] Mutasim-Billah Gaddafi soll Berater oder Vorsitzender des Nationalen Sicherheitsrates gewesen sein. Er und Saif al-Islam wurden als mögliche Nachfolger ihres Vaters gehandelt. Am 20. Oktober 2011 wurde Mutasim-Billah zusammen mit seinem Vater in Sirte gefangen genommen und in einem offenbar wehrlosen Status als Gefangener ohne Gerichtsprozess getötet.[157] Ebenfalls im Oktober 2011 erklärte das Model Vanessa Hessler in einem Interview, sie sei vier Jahre mit Mutasim liiert gewesen.
- Hannibal Gaddafi:[158] Der fünfte, 1975 geborene Sohn erregte 2004 Aufmerksamkeit, als er mit 140 Kilometern pro Stunde die Pariser Champs-Elysées entlangfuhr.[159][160] Er war auch an einer Reihe gewalttätiger Zwischenfälle beteiligt, so soll er auch seine schwangere Freundin Aline Skaf geschlagen haben.[160] Im Juli 2008 wurde er zusammen mit Skaf, die mittlerweile seine Ehefrau ist, in einem Genfer Hotel festgenommen. Nach zwei Tagen wurden beide gegen Kaution freigelassen. Die Schweizer Justiz wirft dem Ehepaar Körperverletzung, Drohung, sowie Nötigung zweier Hausangestellter vor.[161] In der Folge kam es zu einem Konflikt zwischen Libyen und der Schweiz (siehe hierzu Libyen-Affäre (Schweiz)). Hannibal Gaddafi soll seit 2007 eine militärische Führungsposition in der Region Bengasi innegehabt haben.[150] Am 29. August 2011 floh er nach algerischen Angaben zusammen mit seiner Mutter, seinem Halbbruder und seiner Schwester nach Algerien.[151]
- Saif al-Arab al-Gaddafi: Der sechste Sohn wurde 1982 geboren. 2006 kam er mit einem italienischen Touristenvisum nach München.[162] In Deutschland kam er verschiedentlich mit dem Gesetz in Konflikt – unter anderem wegen Verkehrsdelikten, Waffenschmuggels und Körperverletzung.[163][164][165] Nachdem er München Richtung Libyen verlassen hatte, erklärte das Bayerische Innenministerium, dass seine Niederlassungserlaubnis erloschen sei. Ferner erhielt er ein Einreiseverbot für Deutschland.[166] Am 30. April 2011 wurde Saif al-Arab al-Gaddafi zusammen mit drei der Enkel Muammar al-Gaddafis[167] bei einem Luftangriff der NATO auf Bab al-Aziziya, der Residenz seines Vaters in Tripolis, im Rahmen des internationalen Militäreinsatzes in Libyen nach libyschen Angaben getötet.[168] Bei den Enkeln handelte es sich um die zweijährige Tochter von Sohn Hannibal, die sechs Monate alte Tochter von Aisha und den 15 Monate alten Sohn von Muhammad Gaddafi.[169]
- Khamis (Chamis) Gaddafi: Gaddafis siebter und jüngster Sohn wurde 1983 geboren. Über ihn ist wenig bekannt. Es wird angenommen, dass er ähnlich wie seine Brüder Al-Saadi und Mutasim-Billah eine Laufbahn bei den Sicherheitskräften einschlug. Presseberichten zufolge starb er im März 2011 an den Folgen schwerer Brandverletzungen, die er bei einem Kamikaze-Angriff eines Piloten der libyschen Luftwaffe an seinem Wohnsitz auf dem Stützpunkt Bab al-Aziziya erlitten hatte.[170] Das libysche Regime dementierte den Absturz des Piloten.[171] Am 28./29. März 2011 wurden im libyschen Staatsfernsehen Bilder von Khamis gezeigt, bei denen er von Anhängern des Regimes umjubelt wurde. Ob es sich um neue Aufnahmen handelt, konnte nicht zweifelsfrei festgestellt werden.[172] Zuletzt war er Befehlshaber einer Eliteeinheit.[173] Nach Angaben der libyschen Rebellen kam Khamis zusammen mit Abdullah as-Sanusi am 27. August 2011 in der Nähe der Städte Tarhuna und Bani Walid, 80 Kilometer südöstlich der Hauptstadt Tripolis, ums Leben.[174]
- Aisha Gaddafi: Gaddafis einzige leibliche Tochter ist Anwältin und hatte sich 2004 dem Verteidigerteam von Saddam Hussein angeschlossen. 2006 heiratete sie den Cousin ihres Vaters, Armeeoberst Ahmed al-Gaddafi al-Qahsi.[175] 2009 wurde sie zur Ehrenbotschafterin des UN-Entwicklungsprogramms ernannt, wo sie sich gegen die Verbreitung von AIDS und die Unterdrückung von Frauen in der arabischen Welt einsetzte. Die UN trennte sich jedoch während des Bürgerkrieges 2011 von ihr.[176] Am 29. August 2011 floh sie hochschwanger nach algerischen Angaben zusammen mit ihrer Mutter und zwei Brüdern nach Algerien.[151] Sie ging dann nach Oman.[177]
- Hana Gaddafi, geboren am 11. November 1985, ist eine Adoptivtochter Gaddafis. Nach der Operation El Dorado Canyon wurde vom Regime Gaddafis ihr Tod behauptet. Es soll jedoch Hinweise geben, dass sie Medizin studierte und eine Führungsposition im libyschen Gesundheitswesen innehatte.[178]

## Variationen der Namensschreibung
Aufgrund verschiedener Verfahrensweisen bei der Transkription aus dem Arabischen und einer dialektabhängigen Aussprache gibt es weltweit viele verschiedene Schreibweisen für Gaddafis Vor- und Nachnamen, etwa „Qaddafi“, „Khaddafi“ oder „Gheddafi“ (siehe Rubrik In anderen Sprachen). Die amerikanische Library of Congress verzeichnet 72 verschiedene Schreibweisen des Namens in dem bei ihr vorliegenden Schriftgut, während Rechercheure des US-amerikanischen Nachrichtensenders ABC 2009 feststellten, dass die New York Times, die Associated Press und Xinhua in der Zeit von 1998 bis 2008 außer diesen 72 noch 40 weitere Schreibweisen verwendeten.

## Sonstiges
Mit dem Titel Das Dorf, das Dorf, die Erde, die Erde und der Selbstmord des Astronauten (1993) erwies Gaddafi sich nach Ansicht des Vorwort-Verfassers Gernot Rotter „als begabter gesellschaftskritischer Satiriker“. Der Band enthält „zwölf Essays über das sozial entwurzelte Leben in der Großstadt, die Größe der göttlichen Schöpfung und die Tyrannei der Massen, die dazu neigen, ihre Führer in die Wüste zu schicken.“
Bei Auslandsreisen pflegte Gaddafi überwiegend in einem Beduinenzelt zu wohnen. Er wurde oft von der aufsehenerregenden Amazonen-Garde, einer Gruppe von Leibwächterinnen, begleitet.
Nach Gaddafis Tod erschienen mehrere Reportagen, in denen behauptet wurde, er habe libysche Mädchen und Jungen über Jahre hinweg entführt, gefangengehalten und vergewaltigt. Die Identität der Opfer blieb aber in allen Fällen unbekannt und nachprüfbare Beweise für die Anschuldigungen konnten nicht vorgelegt werden.
Seit 1974 trägt ihm zu Ehren das Gaddafi Stadium in Lahore in Pakistan seinen Namen.

## Schriften
- Min maktabat al-fikr al-gamahiri (MFG). Sammlung von Erklärungen, Ansprachen und Gesprächen Muammar al-Gaddafis, hrsg. von Al-markaz al`-alami li-dirasat wa-abhat al-kitab al-ahdar (Internationales Zentrum zum Studium und zur Erforschung des Grünen Buches, Tripolis), Tripolis ab September 1969 jährlich.
- The Story of the Revolution. Beirut 1975.
- Das Grüne Buch. Verlag Siegfried Bublies, Koblenz 1990, ISBN 3-926584-02-5. (Volltext, deutsch (PDF) greencharter.com (Memento vom 20. Februar 2015 im Internet Archive)).
- Das Dorf, das Dorf, die Erde, die Erde und der Selbstmord des Astronauten. (Aus dem Arabischen übersetzt, kommentiert und mit einem Vorwort von Gernot Rotter. Mit den Illustrationen der Originalausgabe.) Belleville Verlag, München 2004, ISBN 3-936298-11-4.
- Illegale Publikation: Vier Essays. Belleville Verlag, München 2009, ISBN 978-3-933510-52-5.
- Vision. Gespräche und offener Meinungsaustausch mit Edmond Jouve. (Aus dem Englischen übersetzt von Hans Schmid.) Belleville Verlag, München 2009, ISBN 978-3-933510-51-8.
  - Mouammar Kadhafi: Dans le concert des nations, Libres propos et entretiens avec Edmond Jouve. Edition de l’Archipel, Paris 2004 (Erstausgabe)
  - Muammar Gaddafi: My Vision, Conversations and Frank Exchanges of Views with Edmond Jouve. (Ins Englische übersetzt von Angela Parfitt.) John Blake, London 2005.
- Dialog mit den islamischen Gelehrten, (zuerst arab. 3. Juli 1978) in Andreas Meier, Hrsg.: Politische Strömungen im modernen Islam. Quellen und Kommentare. Bundeszentrale für politische Bildung, BpB, Bonn 1995, ISBN 3-89331-239-0; sowie Peter Hammer Verlag, Wuppertal 1995, ISBN 3-87294-724-9, S. 137–144[186]

## Dokumentarfilm
- ZDFinfo (2025): Libyens Gaddafi - Herrschaft des Größenwahns (43 min)